# Río Chico del Nono
Río Chico del Nono är ett vattendrag i Argentina.   Det ligger i provinsen Córdoba, i den centrala delen av landet, 700 km nordväst om huvudstaden Buenos Aires.
Trakten runt Río Chico del Nono består i huvudsak av gräsmarker. Runt Río Chico del Nono är det glesbefolkat, med 11 invånare per kvadratkilometer.